# Ein Glas Wasser
Ein Glas Wasser er en tysk stumfilm fra 1923 af Ludwig Berger.

## Medvirkende
- Mady Christians som Anne
- Lucie Höflich som Sarah Churchill
- Hans Brausewetter som John William Masham
- Rudolf Rittner som Henry Bolingbroke
- Helga Thomas som Abigail Masham
- Hugo Döblin
- Hans Wassmann som Richard Scott